# Knipex
Knipex-Werk C. Gustav Putsch KG, známá jen jako Knipex, je německá komanditní společnost, výrobce profesionálního ručního nářadí, především různých typů kleští. Po dobu čtyř generací se jednalo o nezávislou rodinnou firmu. Společnost sídlí v německém městě Wuppertal v Severním Porýní-Vestfálsku.

## Historie
Společnost byla založena roku 1882 Carlem Gustavem Putschem nejprve jako kovárna. Na počátku se specializovala na ruční výrobu kleští a kovářského nářadí, později také za pomoci zápustkového kování s využitím dalších strojů. V roce 1942 byla značka Knipex oficiálně zaregistrována. Od 50. let se výroba rozšiřovala o další nové typy kleští. Roku 1954 se stal ředitelem společnosti Karl Putsch, následně docházelo k další automatizaci výroby a společnost rozšiřovala výrobní portfolio o inovované produkty. V 90. letech vzniklo několik dceřiných společností, které se staly součástí nově vytvořené skupiny Knipex. Společnost otevřela řadu vlastních obchodních zastoupení v zahraniční a přes 60 % produkce vyváží do řady zemí světa.

## Produkty
Společnost nabízí více než 100 různých druhů kleští, které jsou vyráběny v přibližně 900 variantách lišících se velikostí, délkou a tvarem provedení. Mezi vyráběné produkty patří jak klasické kleště jako například kombinované kleště, boční štípací kleště nebo instalatérské kleště, tak také řada specializovaných výrobků jako různé kleště pro elektroniku, elektrotechniku nebo instalatérství. V nabídce existují i nástroje pro řezání, odizolovávání kabelů, krimpování nebo speciální nástroje pro práci v oblastech letectví, solární energetiky anebo pro práci s optickými vlákny. Společnost také vyrábí řadu izolovaného nářadí pro elektrikáře.

## Skupina Knipex
Knipex je mateřskou společností skupiny Knipex, jejíž součástí jsou čtyři výrobní závody v Německu s přibližně 1300 zaměstnanci a také řada obchodních zastoupení v zahraničí, mimo jiné například ve Spojených státech amerických, Rusku, Číně, Dubaji nebo v Japonsku.
Mimo společnost Knipex se sídlem a výrobním závodem ve Wuppertalu tvoří součást skupiny následující společnosti:
- Rennsteig Werkzeuge, výroba kleští pro elektrotechniku a instalatérství ve Viernau v Durynsku
- Orbis Will, výroba kleští, kovových a plastových součástí v Ahausu v Severním Porýní-Vestfálsku
- Will Werkzeuge, výroba kleští v Neustadtu v Hesensku

## Ocenění
Společnost získala několik ocenění za kvalitu výrobků a vzdělávání a za inovativní přístup, včetně ocenění Wuppertaler Wirtschaftspreis v kategorii firma roku v roce 2005, dále ocenění partner roku nebo značka roku v několika specializovaných obchodech a v rámci programu Regionale 2006 pro rozvoj pracovních míst získala ocenění zářivé firemní kultury. Další ocenění se týkají kvality výrobků. V roce 2014 obdržela společnost ocenění CSR-Award za příkladné vedení firmy od společnosti Koelnmesse pořádající veletrhy v Kolíně nad Rýnem.